# Louisiadmonark
Louisiadmonark (Symposiachrus melanopterus) är en nyligen urskild fågelart i familjen monarker inom ordningen tättingar.

## Utbredning och systematik
Fågeln förekommer från D'Entrecasteaux-öarna till Louisiaderna öster och sydöstra Nya Guinea. Den behandlas traditionellt som underarten Symposiachrus trivirgatus melanopterus till svartmaskad monark (Symposiachrus trivirgatus), men urskiljs sedan 2022 som egen art av International Ornithological Congress (IOC).

## Status
IUCN erkänner den inte som art, varvid den inte placeras i någon hotkategori.